# Francisco Javier de Arriaza
Francisco Javier de Arriaza y Sepúlveda (Madrid, 6 de noviembre de 1708-Santander, Cantabria, 18 de noviembre de 1761) fue un obispo español de la Iglesia católica que fue el primer obispo de la Diócesis de Santander.

## Biografía
Francisco Javier de Arriaza fue hijo de Francisco de Arriaza, miembro del Consejo de Castilla y de la Cámara de Castilla y Gobernador del Consejo Supremo de Hacienda, y de Francisca de Sepúlveda. Se licenció en Derecho canónico por la Universidad de Alcalá en 1731 y un año después fue canónigo en Málaga, el 19 de octubre de 1735 fue nombrado abad de la Colegiata de los Santos Mártires de Santander. Consiguió en 1754 el reconocimiento de la Diócesis de Santander por parte de Benedicto XIV, convirtiéndose así en el primer obispo de la diócesis, cargo que ostentó hasta su muerte en 1761.
Al poco de crearse la diócesis publicó Mandatos y providencias de la visita, libro que se quemó con el Incendio de Santander de 1941.
| Predecesor: Nueva creación | Obispo de Santander 1755 - 1761 | Sucesor: Francisco Laso Santos de San Pedro |